# 129876 Stevenpeterson
129876 Stevenpeterson è un asteroide della fascia principale. Scoperto nel 1999, presenta un'orbita caratterizzata da un semiasse maggiore pari a 2,3750538 UA e da un'eccentricità di 0,2381812, inclinata di 4,13939° rispetto all'eclittica.